# Гванакасте (провинција)
Гванакасте (шп. Provincia de Guanacaste) је једна од седам провинција Костарике. Администативно средиште је град Либерија. Површина провинције је 10.140 км², на којој живи према подацима из 2010. године 280.488 становника. Гванакасте је смештен у североисточном делу земље, на обали Пацифика и подељен је на 8 кантона.